# Kouř a zrcadla
Kouř a zrcadla nebo Kouřová clona (v anglickém originále Smoke and Mirrors) je pátý díl druhé série britského sitcomu z prostředí informačních technologií Ajťáci. Moss použije frázi „Smoke and Mirrors“ poté, co jej Roy upozorní, že se představil jako Stephen Fennal, ačkoli před chvílí použil jméno Stephen Jennal. Její význam lze přeložit jako „mlžit a zatloukat“. Poprvé byla epizoda odvysílána 21. září 2007.

## Synopse
Roy se vrací přímo z oslavy do práce se rtěnkou na rtech, což zaujme jeho šéfa Douglase. Jen si stěžuje na nepohodlnou podprsenku, tuto svízel překvapivě vyřeší Moss - vyvine natolik kvalitní podprsenku, že mu zajistí pozvání do studia BBC. Trapas však na sebe nenechá dlouho čekat.

## Příběh
Jen Barber je nervózní, tlačí ji podprsenka. Když to říká Mossovi, ten na tyto choulostivé věci není zvyklý a složí se na zem. Přitíží mu i Roy, který se vrací z divoké akce se rtěnkou na rtech.
Mossovi se v noci zdá noční můra o podprsenkách a o Royovi, kterak mu říká, že ho miluje. Když procitne z děsivého snu, dostane nápad, jak vylepšit podprsenku. Ukradne jednu z matčina stolku a ve své laboratoři se pustí do práce. Vyrobenou podprsenku nabídne Jen k vyzkoušení. Ta je s ní nadmíru spokojená.
Roye si povolá Douglas Reynholm, aby se mu podíval na počítač. Ocení přitom jeho odvahu, že si stojí za svým. Roy však o rtěnce neví, byl v noci dost opilý.
Jen má co zlepšovat na poradě vedoucích, poslední vystoupení, kdy tvrdila, že zadáním slova „Google“ do Google vyhledávače se může zhroutit internet si nepřidala příliš na kreditu. Nyní se má setkat s Helen Bewley, velmi úspěšnou ženou - v současnosti ředitelkou BHDR Industries. Schůzka se zdá být skvělou prezentací do chvíle, kdy se Jen začne ošívat a způsobí trapas. Může za to Mossova podprsenka, která se přehřívá.
Moss je mezitím pozván do BBC, aby pohovořil o svém vynálezu. Uvede však nepravé jméno, které se shoduje se jménem mluvčího ministra obrany Stephena Premmela. Moderátorka pořadu se jej dotazuje na záležitosti ohledně války v Iráku, na což zmatený Moss reaguje naprosto neočekávaně.
Po tomto faux pas mu Roy nabídne, že mu bude dělat za 0,5 % podílu ze zisku manažera.
„Věda, v tom jsi opravdu dobrý. To, v čem nejsi dobrý, je všechno ostatní na světě!“
Totéž mu nabízí i Jen, ale je mnohem náročnější, chce 40 %. Mossovi nezbývá nic jiného, než souhlasit. Jen odsune Roye do role manažera pro fitness.
Představení nového výrobku před komisí, která rozhoduje o udílení finanční podpory zajímavým projektům nedopadne podle představ. Jen není schopna ze sebe dostat ani slovo a když Moss vytáhne podprsenku z kufříku, ta vzplane.
Douglas se na koncertu kapely The Ordinary Boys baví, ale okolí nemá pochopení pro jeho rtěnkou zvýrazněné rty.

## Obsazení
Vedlejší role v epizodě „Kouř a zrcadla“:
| Herec / herečka | Hraje       | Role                                                                 |
| --------------- | ----------- | -------------------------------------------------------------------- |
| Amelia Bullmore | Helen Buley | ředitelka BHDR Industries                                            |
| Adam Farr       | Peter       |                                                                      |
| Peter Sullivan  | John        | manažer Reynholm Industries, na poradě šéfů oddělení má hlavní slovo |
| Gemma Cousins   |             | žena z BBC                                                           |

## Kulturní odkazy
- Jen Barber zmíní známou písničku „Loco-Motion“, kterou složili Gerry Goffin a jeho první žena Carole Kingová. Poprvé ji zpívala v roce 1962 americká popová zpěvačka Eva Narcissus Boyd známá pod pseudonymem Little Eva.
- Douglas Reynholm zmíní anglickou kapelu The Ordinary Boys.
- Scénka, v níž Roy trénuje Mosse je parodií na filmovou sérii Rocky.
- v epizodě je odkaz na britský TV pořad Dragons' Den.[2]

## Zajímavost
- v epizodě je Moss pozván do studia BBC, přičemž dojde k nedorozumění a on je představen nikoli jako tvůrce podprsenek, nýbrž jako mluvčí ministra obrany Stephen Premel. Jedná se o parodii incidentu z roku 2006, kdy byl žadatel o práci Guy Goma v živém vystoupení zpravodajského kanálu BBC považován za IT experta Guy Kewneyho a bylo s ním natočeno interview.[3][4]